# Champ (Missouri)
Champ ist eine Gemeinde mit dem Status „Village“ im St. Louis County im US-Bundesstaat Missouri. Das U.S. Census Bureau hat bei der Volkszählung 2020 eine Einwohnerzahl von 10 ermittelt.

## Geographie
Die Koordinaten von Champ liegen bei 38°44'37" nördlicher Breite und 90°27'5" westlicher Länge.
Nach Angaben der United States Census 2010 erstreckt sich das Stadtgebiet von Champ über eine Fläche von 2,10 Quadratkilometer (0,81 sq mi). Champ grenzt im Norden an Bridgeton uns im Süden an Maryland Heights.

## Bevölkerung
Nach dem United States Census 2010 lebten in Champ 13 Menschen verteilt auf sechs Haushalte und drei Familien. Die Bevölkerungsdichte betrug 6,2 Einwohner pro Quadratkilometer (16,0/sq mi).
Die Bevölkerung setzte sich 2010 aus 100 % Weißen zusammen. Von den sechs Haushalten lebten in 16,7 % Kinder unter 18, 50 % der Einwohner waren Verheiratet und die durchschnittliche Personenzahl pro Haushalt lag 2010 bei 2,17.
Von den 13 Einwohnern waren 15,4 % unter 18 Jahre, 7,7 % zwischen 18 und 24 Jahren, 23,1 % zwischen 25 und 44 Jahren, 30,8 % zwischen 45 und 64 Jahren und in 23,1 % der Menschen waren 65 Jahre oder älter. Das Durchschnittsalter betrug 57,5 Jahre und 53,8 % der Einwohner waren männlich.

## Belege
1. ↑  Explore Census Data Total Population in Champ village, Missouri. Abgerufen am 2. Februar 2023.
2. ↑   United States Census
3. ↑   American Fact Finder